# Lista de episódios de Onegai Teacher
Lista de episódios do anime Onegai Teacher.

## Série
- Ep. 01 - Professora, por favor, me ensine!
- Ep. 02 - Já não posso mais me casar.
- Ep. 03 - Isso não é bom, professora!
- Ep. 04 - Acho que ainda amo.
- Ep. 05 - Uma professora assim, eu...
- Ep. 06 - Vamos começar quando começar.
- Ep. 07 - Não chore, professora.
- Ep. 08 - Noite longa.
- Ep. 09 - Vamos dar o fim nisso!
- Ep. 10 - Mas...
- Ep. 11 - Professora...
- Ep. 12 - Mais uma vez, professora.

## OVA's
- Onegai Teacher - O casal secreto

## Extras
- Vídeo - Snow Angel